# Valérie Pascale
 (mars 2024).
Si vous disposez d'ouvrages ou d'articles de référence ou si vous connaissez des sites web de qualité traitant du thème abordé ici, merci de compléter l'article en donnant les références utiles à sa vérifiabilité et en les liant à la section « Notes et références ».
Pour les articles homonymes, voir Pascale.
Valérie Pascale Boutet, dite Valérie Pascal et plus tard Valérie Pascale, née le 21 mars 1968 à Paris, est une reine de beauté, animatrice de télévision et comédienne française. 
Elle a été Miss France 1986 et la 56e Miss France.

## Biographie

### Origines et vie familiale
Elle est la fille de l'actrice Danik Patisson qui a été Miss Paris 1960 et de son époux Philippe Boutet.
Valérie Pascale a quatre enfants[réf. nécessaire].

### Débuts dans le mannequinat et la comedie
Valérie Pascale a été élue Miss Paris 1985 puis Miss France 1986. Elle a été actrice avant son élection ainsi qu'après (cinéma, télévision, théâtre)

### Miss France
L'élection de Miss France 1986, en décembre 1985 se déroule à l'hôtel Montparnasse-Park, à Paris. Il s'agit de la dernière élection non-retransmise à la télévision (à partir de l'élection de Miss France 1987, le 31 décembre 1986, l'élection est retransmise en direct sur FR3). Valérie Pascal, Miss Paris 1985, 1,73 m, 17 ans, est élue Miss France 1986.
Le 31 décembre 1986, elle remet son titre de Miss France. Lors de la soirée de l'élection de Miss France 1987, durant l'émission C'est demain 87 sur FR3 présentée par Guy Lux avec Céleste d'Europe 1 au standard, elle passe l'écharpe aux dauphines et à la nouvelle Miss France. Nathalie Marquay, Miss Alsace 1986 élue Miss France 1987 lui succède.
Le 19 décembre 2020, elle est présente lors de l'élection de Miss France 2021, composé d'anciennes Miss France et présidé par Iris Mittenaere, Miss France et Miss Univers 2016. L'élection se déroule au Puy du Fou et est retransmise en direct sur TF1.

### Carrière

#### Animatrice
Peu après son année de Miss France, Valérie Pascale est tout d'abord speakerine sur FR3, sur une antenne régionale puis sur la nationale. Elle arrive en 1987 sur M6, aux débuts de la chaîne, pour d'abord présenter la météo.
Elle présente ensuite des émissions musicales : Bleu blanc clip en 1988, Hit Hit Hit Hourra en 1991.
En 1991, elle quitte M6 et arrive sur Antenne 2. Elle anime l'émission jeunesse Cékanon avec Éric Galliano de septembre à décembre 1991. Elle co-anime ensuite l'émission Pince-moi, je rêve avec Éric Galliano jusqu'en juin 1992.
Elle est candidate le 3 janvier 1992 au jeu Fort Boyard avec les journalistes et animateurs d'Antenne 2 Gérard Holtz, Daniela Lumbroso, William Leymergie, Georges Beller, Henri Sannier et Daniel Bilalian en faveur des Restos du cœur. Six mois plus tard, elle devient la présentatrice du jeu, en remplacement de Sophie Davant. Du 10 juillet 1992 au 1er janvier 1993, sur Antenne 2, devenue France 2 le 7 septembre 1992, elle coanime le jeu aux côtés de Patrice Laffont. En 2009, elle revient sur le fort comme candidate pour les 20 ans de l'émission aux côtés des anciens animateurs du jeu, Patrice Laffont, Sophie Davant, Jean-Pierre Castaldi et Sarah Lelouch et de Stéphane Roquin, cadreur de l'émission depuis 1995. Ils ont joué en faveur de l'association Hémochromatose France.
Valérie quitte France 2 en 1993.
Elle revient sur M6 le lundi 30 août 1993 pour animer l'après-midi une émission musicale quotidienne s'intitulant La Vie à pleins tubes. Cette dernière durera jusqu'en décembre de la même année ; et, à partir de janvier 1994, elle reste sur le même créneau horaire et présente Musikado jusqu'au 1er juillet de la même année. En septembre 1994, elle rejoint Pierre Dhostel à la présentation de l'émission de télé-achat M6 Boutique créée en 1988. Elle présentera également le télé-achat sur la chaîne M6 Boutique, rebaptisée M6 Boutique & Co, en compagnie de Pierre Dhostel à partir de 1998, ainsi que sur RTL-TVI en 1994 sous le nom La Boutique.
Sur TF1, elle coanime à partir du 8 février 1995, l'émission de divertissement Pour la vie avec Fabrice, diffusée en prime-time. L'émission connaîtra un grand succès jusqu'à son arrêt le 4 avril 1997.[réf. souhaitée]
Valérie fait alors un passage sur La Cinquième à l'animation de De cause à effet, une des nombreuses séries documentaires éducatives diffusées dans le cadre du magazine Les Écrans du savoir.
Elle revient ensuite sur M6, à la présentation de M6 Boutique, et présente également W9 Boutique sur W9, chaîne du groupe M6. Cette émission est une rediffusion de M6 Boutique.[réf. souhaitée]
Le 2 janvier 2024, elle est remplacée par Charlotte Rosier dans l’émission M6 Boutique .

## Filmographie
- 1976 : Nuit d'or, film de Serge Moati : Catherine
- 1978 : Va voir maman, papa travaille de François Leterrier : Patricia
- 1979 : Confidences pour confidences, film français de Pascal Thomas : Florence, enfant
- 1979 : Cinéma 16, épisode : Fou comme François (téléfilm) : Jean-Pierre
- 1979 : Il y a plusieurs locataires à l'adresse indiquée (série télévisée) : Caroline
- 1979 : Ne rien savoir, téléfilm de Georges Farrel : Nathalie
- 1980 : Les Amours de la Belle Époque - épisode : Le Roman d'un jeune homme pauvre (série télévisée) : Hélène
- 1980 : Arsène Lupin joue et perd, série d’Alexandre Astruc (mini-série télévisée) : Isilda
- 1981 : Caméra une première – saison 3, épisode 8 : L'Homme des rivages (série télévisée) : Joséphine
- 1981 : Mon ami Socia, téléfilm de Daniel Martineau : Valérie
- 1982 : L'Apprentissage de la ville de Caroline Huppert
- 1983 : La Vie est un roman, film d'Alain Resnais
- 1984 : Emmenez-moi au théâtre : Le préféré, téléfilm de André Flédérick : Roselyne
- 1984 : Le Tueur triste, téléfilm de Nicolas Gessner : vendeuse dans une boutique
- 1987 : La Rumba film de Roger Hanin : Linda
- 1995 : Samson le Magnifique, téléfilm de Étienne Périer
- 1997 : Maître Da Costa, épisode : Les Témoins de l'oubli (série télévisée) : Géraldine
- 2001 : Navarro (série télévisée saison 12 - épisode 1) : épisode Terreur à domicile réalisé par José Pinheiro : Marion